# (30800) 1989 ST
1989 أس تي (ويعرف أيضًا باسم (30800) 1989 أس تي وفق تسمية الكوكب الصغير) (بالإنجليزية: 1989 ST)‏ هو كويكب ضمن حزام الكويكبات؛ وترتيبه 30800 من حيث الاكتشاف.
اكتُشف هذا الجُرم الفلكي بواسطة هيروشي كانيدا في 29 سبتمبر 1989.

## وصلات خارجية
- (30800) 1989 ST في قاعدة بيانات مختبر الدفع النفاث لأجرام النظام الشمسي الصغيرة

- الاكتشاف · مخطط المدار ·  العناصر المدارية · المعلمات المادية

- (30800) 1989 ST على موقع ويكي سكاي: DSS2, SDSS, GALEX, IRAS, Hydrogen α, X-Ray, Astrophoto, Sky Map, Articles and images